# Natural Wonder
Natural Wonder è un album live di Stevie Wonder, pubblicato dalla Motown nel 1995.

## Tracce

### Disco 1
1. Dancing To The Rhythm – 7:07
2. Love's In Need Of Love Today – 6:02
3. Master Blaster (Jammin') – 3:36
4. Stevie Ray Blues – 2:27
5. Higher Ground – 3:59
6. Rocket Love – 4:47
7. Stay Gold – 4:21
8. Ribbon In The Sky – 8:37
9. Pastime Paradise – 3:22
10. If It's Magic – 3:34
11. Ms. & Mr. Little Ones – 4:17
12. Village Ghetto Land – 3:26
13. Tomorrow Robins Will Sing – 4:20

### Disco 2
1. Overjoyed – 3:59
2. My Cherie Amour – 3:20
3. Signed, Sealed, Delivered, I'm Yours – 2:45
4. Living For The City – 4:26
5. Sir Duke – 2:46
6. I Wish – 4:06
7. You Are The Sunshine Of My Life – 2:21
8. Superstition – 5:37
9. I Just Called To Say I Love You – 4:38
10. For Your Love – 5:06
11. Another Star – 5:55